# بات باك
بات باك (بالإنجليزية: Pat Buck)‏ هو مصارع محترف أمريكي، ولد في 24 ديسمبر 1984 في كوينز في الولايات المتحدة.

## وصلات خارجية
- بات باك على موقع CageMatch worker (الإنجليزية)

- الموقع الرسمي